# R·A·布林克
R·A·布林克（1897年9月16日—1984年10月2日）是一位加拿大裔美国植物遗传学家，毕业于伊利诺伊大学厄巴纳-香槟分校，威斯康星大学麦迪逊分校教授，1947年当选美国国家科学院院士，1957年当选美国遗传学学会会长，1984年获托马斯·亨特·摩尔根奖章，著名博士生有埃丝特·莱德伯格。